# 野胸棘鯛
野胸棘鯛為輻鰭魚綱金眼鯛目燧鯛亞目燧鯛科的其中一種，分布於中東大西洋海域，棲息深度1050-1080公尺，體長可達19.6公分，棲息在深水域。

## 擴展閱讀
維基物種上的相關：野胸棘鯛